# Santa María Tlahuitoltepec
Santa María Tlahuitoltepec es la comunidad cabecera del municipio homónimo del estado de Oaxaca, en México. Se localiza en el distrito Mixe, en la región de la Sierra Norte de Oaxaca.
Es famosa por la cultura musical, contando en la comunidad con una escoleta municipal y el Centro de Capacitación Musical y Desarrollo de la Cultura Mixe, en el cual se dan clases de música a niños y adultos.

## Historia
Establecimiento del Municipio de Tlahuitoltepec
Hacia el año de 1550, un grupo de expedicionarios sale nuevamente en busca del cerro sagrado: "En el año de 1500 se preparan para la conquista del zempoaltepetl, bajo las órdenes de su jefe de mando común… así caminaron meses sin encontrar la tierra de las "veinte divinidades", los sabios decían que eran veinte elevaciones y que cada una de ellas representaban donde había un dios y que en la última estaba el Dios de los Reyes… en su narración relata que entraron por Somus (Soconusco), entonces dominado por los Aztecas… siguieron hacia el norte y pelearon contra los Zapotecas… siguieron más al norte y llegaron a un lugar que le pusieron por nombre Mac Cha (hoy conocido con el nombre de estrella Condoy y mätsä' para nosotros)… poco tiempo después se establecen en un lugar llamado Jalmepejim (hoy conocido con el nombre de Jaltepec)… después siguieron hacia el norte y tocaron un punto llamado Acokha, que hoy en castellano se llama Chismes y es una agencia municipal.… Continúan su marcha y llegan a un lugar al que ponen por nombre Tex Queum (San Pedro Ocotepec), salen de ahí y pasan a un lugar al que le pusieron por nombre Apim-Tem (las antiguas puertas) de ahí pasan a otro lugar al que le ponen por nombre Zem (hoy Tlahuitoltepec)".
Rey Condoy
En pää'ny kyats o'kp (Al fondo del gran peñasco) quedan como testigos mudos algunas piedras amontonadas sobre una roca que atestigua los primeros asentamientos humanos de la comunidad de xaamkëjxpët (Tlahuitoltepec), "en ese lugar celebran ceremonia dando gracias a sus dioses". Las piedras que se mencionan servían como protección contra la agresión los animales feroces como serpientes, águilas y tigres, al no haber seguridad para establecerse nuevamente se trasladan en "Ayam" (aya'ap äm, que significa al final del llano), se desconoce que tiempo permanecieron en ese lugar, cual fue la causa de su emigración. Según la historia oral abandonaron el lugar por no divisar plenamente a la montaña sagrada por eso buscaron un lugar más elevado y con menos peligro, el lugar de asentamiento en esta ocasión es un lugar llamado kumxëna'am la loma tupida de vegetación o konk ana'mpë, la tribuna del consejo de konk.
Las inclemencias del tiempo, los ventarrones y los rayos fueron factores que los obligaron a buscar otro espacio en mejores condiciones. Dicen los abuelos que provocaban sonidos utilizando un material parecido a una campana o buscando el sonido de un tambor con sus pisadas por donde iban pasando, por más que buscaban no encontraban la transmisión nítida del sonido; 
“entonces los dioses en boca de los sabios dijeron: en donde encuentren un pavo real bañándose en un lago ahí deben establecerse definitivamente. Fueron muchos días, meses y años de búsqueda infructuosa, hasta que una mañana cuando el Padre Sol, Xëëw, hacía su aparición bajó un pavo real volando desde el Cempoaltépetl hasta detener su vuelo en un claro del bosque.”
Este vuelo fue observado en varias ocasiones por los sabios y principales, quienes aconsejaron a su comunidad que siguieran el vuelo del ave de plumaje colorido porque el lugar donde detenía su vuelo era una señal de que ahí había agua y era bueno para la fundación de la comunidad. Por este motivo, un grupo de personas, guiados por un sabio siguieron la ruta del vuelo hasta llegar al lugar en donde observaron físicamente al ave, recibiendo un impacto de emoción y gratitud por los movimientos que mostraban y el impresionante plumaje del pavo real acentuando la multitud de colores con los primeros rayos del sol de la mañana, parecidos a un arco iris. Sin duda alguna, con el júbilo reflejado en sus rostros, provocado y contagiado por este acontecimiento, regresaron al paraje de origen para dar la buena nueva, los sabios aconsejaron que tenían que agradecer al Dador de vida por haberles dado la oportunidad de encontrar la tierra prometida. No se sabe, ni se sabrá nunca el tiempo que duró la celebración.
A partir de este hallazgo se funda Xaamkëjxpët, Tlahuitoltepec, que significa lugar o espacio de tranquilidad propicio para la reflexión y diálogo con la naturaleza.[cita requerida]

## Población
Según datos del censo del INEGI (2015), el municipio de Tlahuitoltepec cuenta con una población total de 8922 habitantes.

## Cultura
El sistema de gobierno está apoyado en el régimen de usos y costumbres reconocido por la legislación del estado de Oaxaca. En la asamblea comunal se eligen a las autoridades de los bienes comunales, agrarias, educativas, religiosas, entre otras.
El tequio es un elemento fundamental que se sigue viviendo en la comunidad de Tlahuitoltepec, que se da en espacios como las fiestas comunitarias y en los trabajos de construcción que se organizan por barrios o a nivel municipal.
Las autoridades son la principal cabecera del pueblo que organizan la fiesta patronal en el que se acostumbra una visita al cerro conocido como el Zempoltepetl.

### Gastronomía

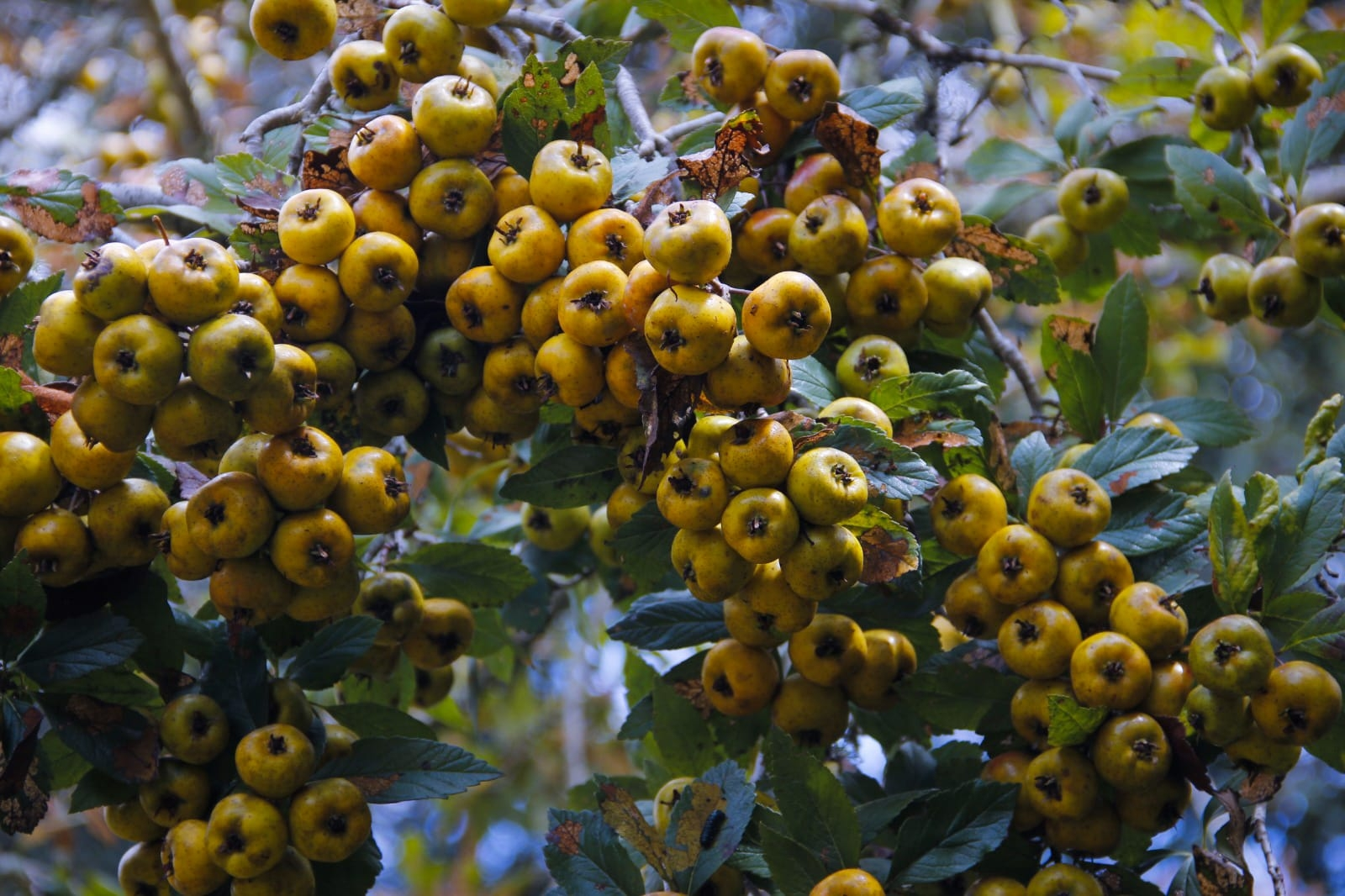
Tejocote o Pakwäj en lengua Mixe

En este municipio se pueden encontrar una gran variedad de frutos comestibles, como por ejemplo el Tejocote, conocido como Pakwäj en lengua mixe.

## Personas notables

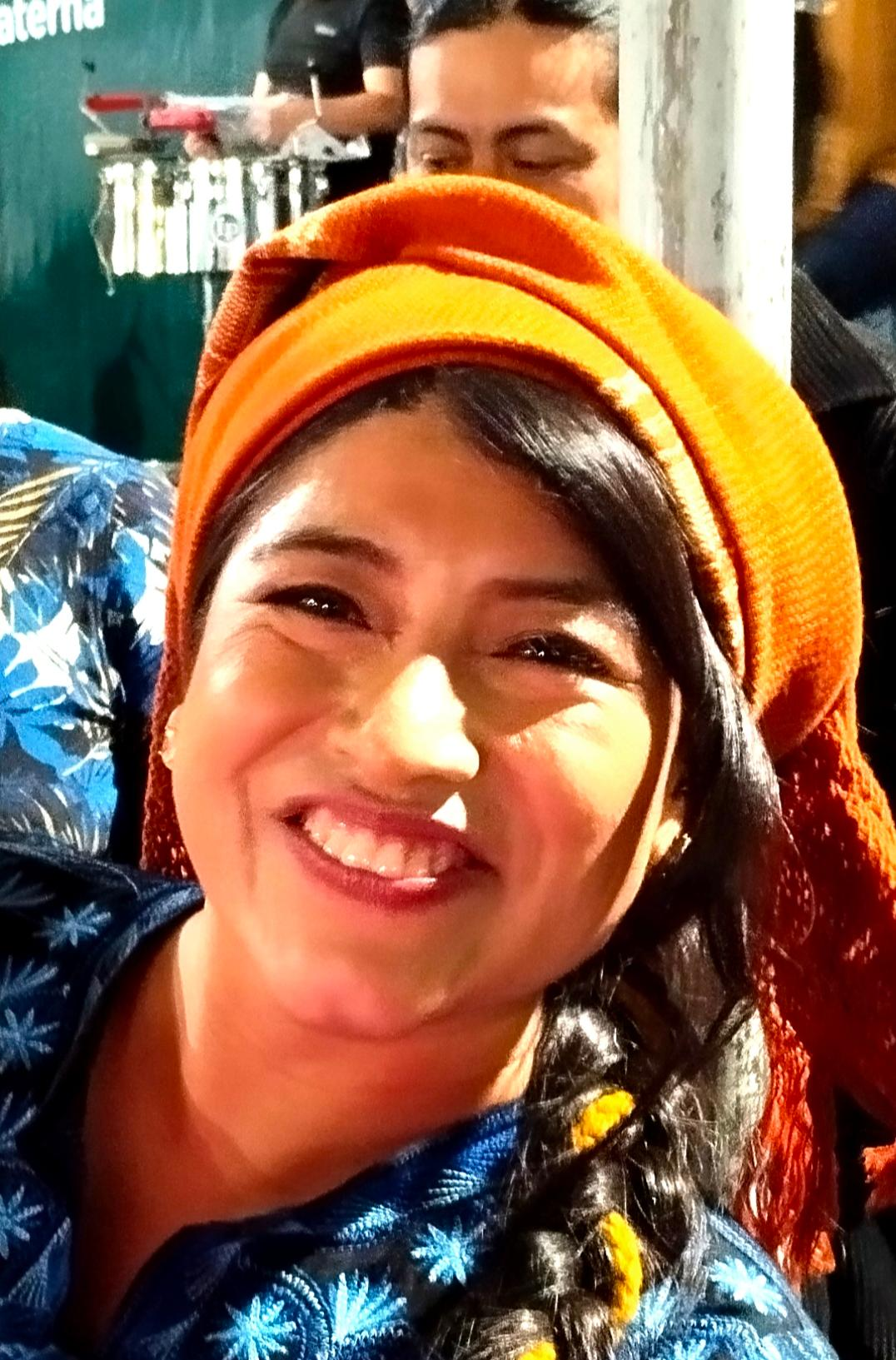
María Reyna

- María Reyna, soprano mixe quien nació y vivió su infancia en la localidad de Metate de este Municipio.